# Fredrik Ralstrand
Jan-Erik Fredrik Ralstrand, född 14 mars 1982, är en svensk programledare, producent och reporter. Sedan 2001 arbetar han inom public service bolagen (Sveriges Television, Sveriges Radio, Utbildningsradion och Sveriges Radio Förvaltnings AB). Ralstrand har också hörts som sommarprogramledare på morgonprogrammet i P4 Stockholm . Ralstrand har också varit guide i Radiohuset och TV-huset.
Sedan 2019 arbetar Ralstrand som kommunikatör på Sveriges Radio Förvaltnings AB och som frilansjournalist . Sedan februari 2022 syns han också som programledare på SVT Nyheter för Rapport, nyheterna i Morgonstudion, SVT Nyheter Direkt, Lokala Nyheter  & Nyheter på lätt svenska.
Han producerar också poddarna Radiofabiken, TV-Fabriken samt, från hösten 2019, Hitfabriken  där han träffar kända (och okända) personer inom området. Den sistnämnda podden har musiktema.

## Inför Eurovision Song Contest
Sedan 2013 är Fredrik Ralstrand programledare och producent för P4s program inför Eurovision Song Contest. Han har bevakat tävlingen för Sveriges Radio sedan 2006. Kända gäster lyssnar på låtar som ska tävla och tycker till och sätter betyg.

### Robins Rivaler - inför Eurovision Song Contest 2013
Gäster:
- Program 1: Kattis Ahlström & Lydia Capolicchio
- Program 2: Linda Bengtzing & Richard Herrey
- Program 3: Ingela Pling Forsman & Linnea Deb
- Program 4: Linda Bengtzing & Richard Herrey. Deltar gör även Sveriges representant Robin Stjernberg.[7]

### Slaget i Köpenhamn - inför Eurovision Song Contest 2014
Gäster:
- Program 1: Babben Larsson & Claes af Geijerstam
- Program 2: Magnus Carlsson & Siw Malmkvist
- Program 3: Linnea Deb & Jimmy Jansson
- Program 4: Louise Epstein & Magnus Carlsson. Deltar gör också Sveriges representant Sanna Nielsen.[8]

### Måns Motståndare - inför Eurovision Song Contest 2015
Gäster:
- Program 1: Lina Hedlund & Nassim Al Fakir
- Program 2: Linda Bengtzing & Ingela Pling Forsman
- Program 3: Jan Johansen & Gladys del Pilar
- Program 4: Babben Larsson & Claes af Geijerstam. Deltar gör också Sveriges representant Måns Zelmerlöw.[9]

### Frans Chans - inför Eurovision Song Contest 2016
Gäster:
- Program 1: Babben Larsson & Mark Levengood
- Program 2: Lina Hedlund & Nassim Al Fakir
- Program 3: Andreas Lundstedt & Tina Mehrafzoon
- Program 4: Kattis Ahlström & Anders Lundin. Deltar gör också Sveriges representant Frans Jeppsson Wall.[10]

## Specialprogram

### Grattis Eurovision 60 år
I maj 2015 var Ralstrand producent och programledare för en intervjuserie i Vaken med P3 och P4 med anledning av firadet av Eurovisions 60-årsjubileum. I serien hördes inslag med alla de svenska Eurovision-vinnarna: Abba, Herreys, Carola, Charlotte Perrelli och Loreen. Fullängdsversion av alla 6 program finns för avlyssning på Sveriges Radios hemsida.
I intervjuerna berättade Björn Ulvaeus om Waterloos betydelse för Abba. Herreys om hur deras vinnarlåt kom till och om varför det bara blev en gång i Melodifestivalen. Carola om sina funderingar på att tävla för ett annat land. Perrelli om hur hon klippte och klistrade fram hennes vinnarmelodis engelska text och om bråket med Bert Karlsson. Loreen om hur hon kände sig som ett "wierdo" och hennes vinnarlåt Euphorias demoversion med Thomas G:son på blajsång spelades upp offentligt för första gången, versionen som från början var tänkt till Danny Saucedo. Även Ulf Elfving och Jan Jingryd deltog i ett avsnitt om jobbet att kommentera ESC. Gästerna spelade även sina favoritlåtar från Eurovision-historien och lyssnade på klipp från radio- och tv-arkivet från Sveriges vinster.

### Min pappa Ted Gärdestad
På nyårsafton 2013 i P4 Riks sändes ett program med Ted Gärdestads dotter Sara Zacharias där Ralstrand var programledare och producent. Zacharias gör i programmet sin första längre radiointervju. Hon pratar om minnen till de Gärdestad-låtar hon själv fått plocka ut och om hur hon saknar honom. Sara Zacharias fick fritt välja ut de låtar hon gillar bäst. I programmet hade hon med sig ett demo-band med Ted Gärdestad som aldrig tidigare spelats upp offentligt där hon själv spelar piano och sjunger hemma. Låten heter I Know There’s A Song och den låten har Zacharias spelat in på svenska med titeln Du Behöver Inte Ängslas.
I programmet hördes också arkivklipp med Gärdestad från Radioarkivet. På hemsidan finns också ett 15 minuter långt bonusmaterial från inspelningen.
Programmet gavs också ut 2016 som musikdokumentär-pod från Sveriges Radio i samband med Teds 60-årsdag.

### Min mamma Alice Babs
På annandag jul 2014 i P4 Riks sändes ett program med Alice Babs dotter Titti Sjöblom där Ralstrand var programledare och producent. 
Programmet var en musikalisk hyllning till en Alice Babs som avled i februari 2014. Hennes dotter Titti Sjöblom fick fritt välja ut de låtar hon gillar bäst. Med sin ”uppväxt i kulissen” har hon många minnen och anekdoter från sin mors karriär som hon berättar om i programmet.
Titti Sjöblom kommenterar också för första gången själv hur hon upplevde den turbulenta sista tiden i sin mors liv och den uppmärksammade SVT-dokumentären, Dokument inifrån - Alice Babs förlorade rättigheter.
Förutom radiosändningen fanns det även ett bonusmaterial på webben med fler låtar Titti Sjöblom valt ut. Där får man också fick höra vad hon tycker om jazzmusiken idag.

### Min syster Monica Zetterlund
18 september 2015 sände P4 Värmland ett program med Monica Zetterlunds syster Margareta Nilsson med Ralstrand som producent och programledare.
Programmet är del 3 i en serie med anhöriga till kända personer och deras relation till dennes musik. Programmet är en musikalisk hyllning till Monica Zetterlund som gick bort 10 år tidigare, 2005. Hennes syster fick fritt välja ut låtar hon gillar bäst. Margareta som hela tiden funnits bredvid sin legend till syster berättade, för första gången någonsin i en intervju, om minnen och anekdoter från sin systers karriär på världens scener. Hon svarar också på frågor om oro, systerskap och om avundsjuka.
Förutom radiosändningen fanns det även ett bonusmaterial på webben med fler låtar Margareta Nilsson valt ut.

### Min pappa Beppe Wolgers
27 december 2016 sände P4 Jämtland och P4 Stockholm och 3 januari 2017 sände P4 Sörmland ett program med Beppe Wolgers son Benton Wolgers med Ralstrand som producent och programledare.
Programmet är del 4 i en serie med anhöriga till kända personer och deras relation till dennes musik. Programmet är en musikalisk hyllning till Beppe Wolgers som gick bort 30 år tidigare, 1986. Hans son fick fritt välja ut låtar han gillar bäst. Benton berättar för första gången någonsin i en längre intervju om sin uppväxt och om minnen och anekdoter från sin pappas karriär. Han svarar också på frågor om saknad och hur han minns sin far.
Förutom radiosändningen fanns det även ett bonusmaterial på webben med fler låtar Benton valt ut.

### Min pappa Thore Skogman
Under vecka 28 och 29 2017 sände P4 Västmanland, P4 Gävleborg & P4 Värmland en mini-serie på 3 avsnitt med Thore Skogmans dotter Maria Skogman med Ralstrand som producent och programledare. Programmet ligger även i sin helhet på Sveriges Radios hemsida.
Programmet är del 5 i en serie med anhöriga till kända personer och deras relation till dennes musik.
Programmet är en musikalisk hyllning till Thore Skogman som gick bort 10 år tidigare, 2007. Hans dotter fick fritt välja ut låtar hon gillar bäst. Maria berättar för första gången någonsin i en längre intervju om sin uppväxt och om minnen och anekdoter från sin pappas karriär. Han svarar också på frågor om saknad och hur han minns sin far.
Förutom radiosändningen fanns det även ett bonusmaterial på webben med fler låtar Maria valt ut.

### Min pappa Tommy Körberg
Den 4 juli 2020 publicerade podcasten Hitfabriken fortsättningen på SR-serien, denna gång med Tommy Körbergs son Anton Körberg med Ralstrand som producent och programledare.
Programmet är del 6 i en serie med anhöriga till kända personer och deras relation till dennes musik.

### Min mamma Ann-Louise Hanson
Den 18 juli 2020 publicerade podcasten Hitfabriken del 7 i en serie med anhöriga till kända personer och deras relation till dennes musik. Denna gång med Ann-Louise Hansons dotter Josefin Glenmark med Ralstrand som producent och programledare.

### Min mamma Anna Book
Den 1 augusti 2020 publicerade podcasten Hitfabriken del 8 i en serie med anhöriga till kända personer och deras relation till dennes musik. Denna gång med Anna Books dotter Felicia Book med Ralstrand som producent och programledare.

### Min exmake Robert Broberg
Den 3 juli 2021 publicerade podcasten Hitfabriken del 9 i en serie med anhöriga till kända personer och deras relation till dennes musik. Denna gång med Robert Brobergs exfru Eva Bolin med Ralstrand som producent och programledare.

### Jannica Fernström & Wojtec Goral minns Jerry Williams
Originaltitel: "Jannica Fernström & Wojtec Goral minns Jerry Williams". Den 17 juli 2021 publicerade podcasten Hitfabriken del 10 i en serie med anhöriga till kända personer och deras relation till dennes musik. Denna gång med Jerry Williams dotter Jannica Fernström & saxofonisten Wojtec Goral med Ralstrand som producent och programledare.

### Min pappa Christer Sandelin
Den 31 juli 2021 publicerade podcasten Hitfabriken del 11 i en serie med anhöriga till kända personer och deras relation till dennes musik. Denna gång med Christer Sandelins son Isaac Sandelin med Ralstrand som producent och programledare.

### Min pappa Lasse Berghagen
Den 9 juli 2022 publicerade podcasten Hitfabriken del 12 i en serie med anhöriga till kända personer och deras relation till dennes musik. Denna gång med Lasse Berghagens dotter Malin Berghagen med Ralstrand som producent och programledare.

### Min pappa Stikkan Anderson
Den 16 juli 2022 publicerade podcasten Hitfabriken del 13 i en serie med anhöriga till kända personer och deras relation till dennes musik. Denna gång med Stikkan Andersons dotter Marie Ledin med Ralstrand som producent och programledare.

### Min pappa Uno Svenningsson
Den 23 juli 2022 publicerade podcasten Hitfabriken del 14 i en serie med anhöriga till kända personer och deras relation till dennes musik. Denna gång med Uno Svenningssons son Mark Bihli med Ralstrand som producent och programledare.

### Min före detta flickvän Marie Fredriksson
Den 8 juli 2023 publicerade podcasten Hitfabriken del 15 i en serie med anhöriga till kända personer och deras relation till dennes musik. Denna gång med Marie Fredrikssons före detta producent och pojkvän Lasse Lindbom med Ralstrand som producent och programledare.

### Min mamma Siw Malmkvist
Den 15 juli 2023 publicerade podcasten Hitfabriken del 16 i en serie med anhöriga till kända personer och deras relation till dennes musik. Denna gång med Siw Malmkvists dotter Tove Mårtensson med Ralstrand som producent och programledare.

### Min pappa Povel Ramel
Den 22 juli 2023 publicerade podcasten Hitfabriken del 17 i en serie med anhöriga till kända personer och deras relation till dennes musik. Denna gång med Povel Ramels dotter Lotta Ramel med Ralstrand som producent och programledare.

## Tidigare radiostationer
- TV4 Nyheterna Radio 2021 [30]
- Sveriges Radio P4 2006-2019
- Radio Bohuslän 2000-2002
- Radio Sotenäs 1997-1999
- Radio Stenungsund 1995-1997